# Issaquah Alps

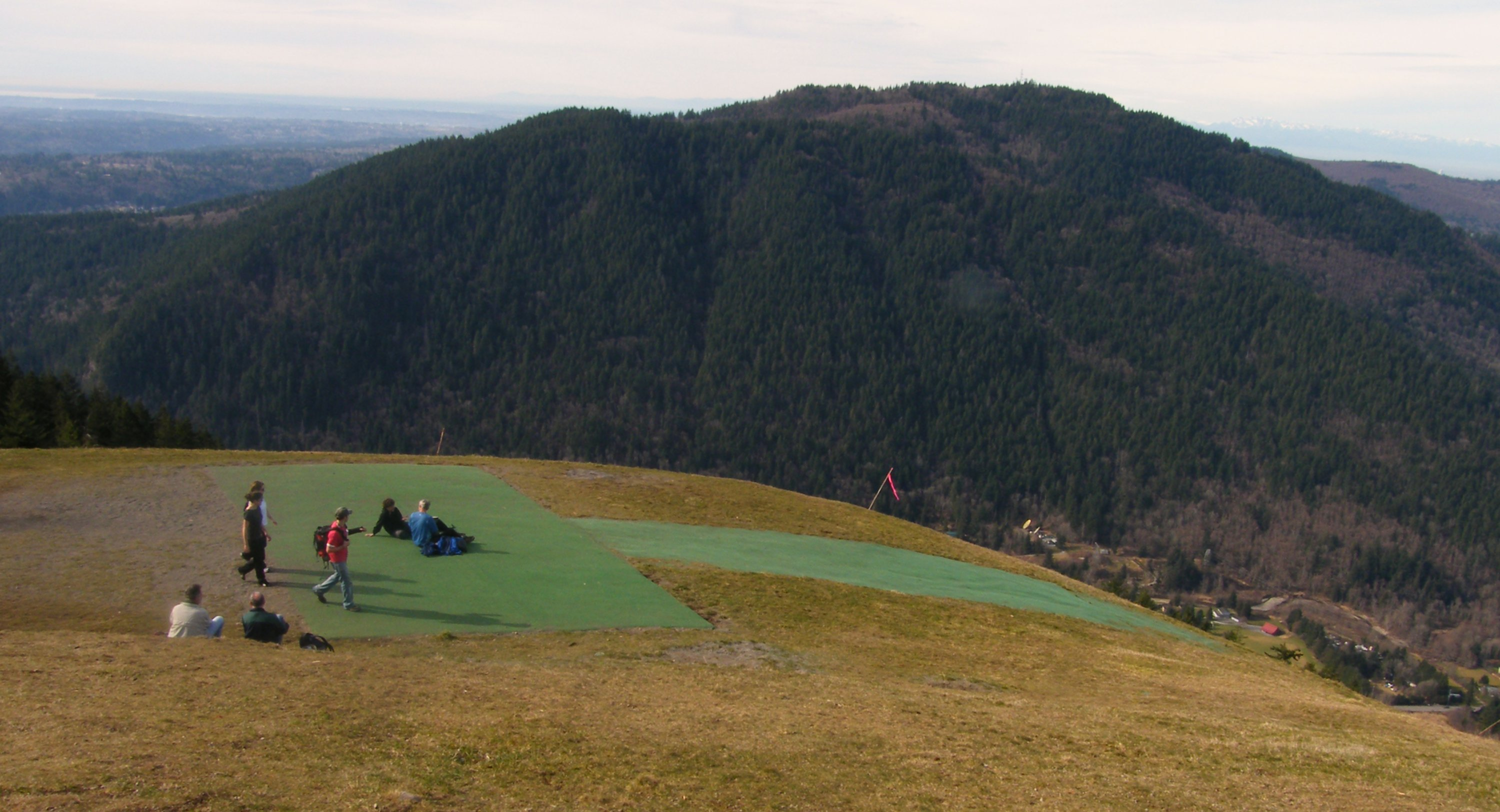
Ein Paraglider startet vom Poo Poo Point am Tiger Mountain. Der Squak Mountain im Hintergrund.

Die Issaquah Alps sind der inoffizielle Name für eine Gipfelkette in der Nähe von Issaquah, einer Vorstadt von Seattle, zu denen der Cougar Mountain, der Squak Mountain, der Tiger Mountain, der Taylor Mountain, die Rattlesnake Ridge, der Rattlesnake Mountain und die Grand Ridge gehören. Der Begriff wurde 1977 von Harvey Manning, einem bekannten Autor von Wander- und Kletterführern, auf den Seiten seines Wanderführers Footsore 1 eingeführt; er hob damit ihren Status von unbenannten Gebirgsausläufern zu „Alpen“, um für ihren Schutz einzutreten.  Manning selbst lebte in einem erschlossenen Bereich des Cougar Mountain in seiner „200-Meter-Hütte“.

## Geschichte
1979 unterstützte Harvey Manning die Gründung des Issaquah Alps Trails Club (IATC), um die Wanderwege zu unterhalten und die Issaquaah Alps in öffentlichen Besitz zu überführen. Der IATC, welcher in Issaquah beheimatet ist (die Stadt führt auch den Spitznamen „Trailhead City“), leitet häufig geführte Wanderungen durch alle Teile der Alps.

## Geographie
Die Issaquah Alps folgen der Interstate 90 vom Ufer des Lake Washington fast bis zur Westflanke der Kaskadenkette. Die Berge sind aus andesitischem vulkanischem Gestein aufgebaut, welches auf älteren, eng gefalteten Gesteinen der Küstenebene des nordkaskadischen Subkontinents aufsetzt, der sich vor etwa 50 Mio. Jahren mit dem heutigen Washington vereinigte, als der gesamte nordamerikanische Kontinent sich westwärts durch den Ozean bewegte. Die Alps wurden in der letzten Eiszeit stark von Gletschern erodiert. Der Vashon-Lappen des Kordilleren-Eisschildes formte die Rattlesnake Ridge, die steilen Ost- und Westflanken des Squak Mountain und lagerte einen riesigen Findling (engl. „erratic“) am Cougar Mountain ab, den „Fantastic Erratic“.
Der Cedar Butte erhebt sich abrupt von der Moräne zwischen der Rattlesnake Ridge und der eigentlichen Front der Kaskadenkette. Er wird gelegentlich für einen Teil der Issaquah Alps gehalten, ist jedoch ein relativ junger symmetrischer Vulkankegel und deshalb eher mit dem östlich benachbarten Mount Washington verwandt als mit dem Großteil der alten verwitterten Hügel der Alps.

### Gipfel
- Cougar Mountain – (1.483 ft (452 m)) – 47° 32′ N, 122° 6′ W[2]
- Squak Mountain – (1.545 ft (471 m)) – 47° 30′ N, 122° 2′ W[3]
- Taylor Mountain – (2.602 ft (793 m)) – 47° 27′ N, 121° 54′ W[4]
- Tiger Mountain

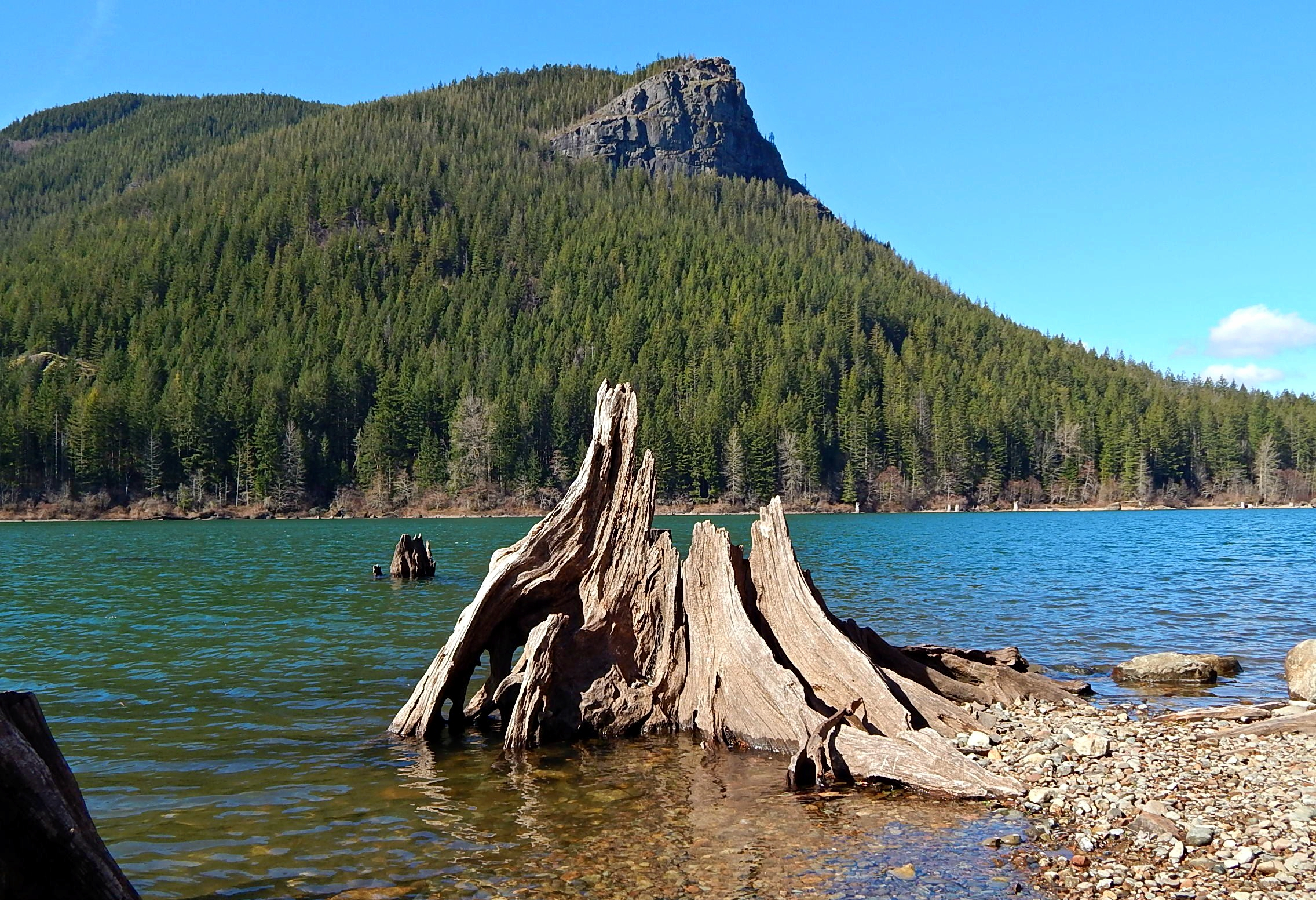
Rattlesnake Ledge

  - Middle Tiger Mountain – (2.607 ft (795 m)) – 47° 29′ N, 121° 58′ W[5]
  - East Tiger Mountain – (3.004 ft (916 m)) – 47° 29′ N, 121° 57′ W[6]
  - South Tiger Mountain – (2.020 ft (616 m)) – 47° 28′ N, 121° 58′ W[7]
  - West Tiger #1 – (2.948 ft (899 m)) – 47° 30′ N, 121° 59′ W[8]
  - West Tiger #2 – (2.757 ft (840 m)) – 47° 31′ N, 121° 59′ W[9]
  - West Tiger #3 – (2.522 ft (769 m)) – 47° 31′ N, 121° 59′ W[10]
- Rattlesnake Ridge
  - Rattlesnake Ledge – (2.040 ft (622 m)) – 47° 26′ N, 121° 47′ W[11]
  - Rattlesnake Mountain (East Peak) –  – (3.480 ft (1.061 m)) – 47° 27′ N, 121° 48′ W[12]
  - Rattlesnake Mountain (West Peak) –  – (3.262 ft (994 m)) – 47° 28′ N, 121° 49′ W[13]